# Макаричи (Гомельская область)
Макаричи (бел. Макарычы) — деревня в Петриковском сельсовете Петриковского района Гомельской области Беларуси.
Неподалёку месторождение глины и суглинков Броварище (3,5 млн м3).

## География

### Расположение
В 5 км на запад от Петрикова, 17 км от железнодорожной станции Муляровка (на линии Лунинец — Калинковичи), 195 км от Гомеля.

### Гидрография
На реке Припять.

## Транспортная сеть
Транспортные связи по автодороге Житковичи-Калинковичи. Планировка состоит из прямолинейной широтной улицы, к которой с севера присоединяются 3 параллельные между собой короткие улицы. на юг от основной проходит прямолинейная улица с широтной ориентацией. Застройка плотная, деревянная, усадебного типа.

## История
По письменным источникам известна с XVIII века как село во владении иезуитов, затем казны, в 1777 году передана епископу виленскому И. Масальскому. Действовала Свято-Троицкая церковь (церковные документы сохранились с 1815 года). После 2-го раздела Речи Посполитой (1793 год) в составе Российской империи. В 1795 году в составе поместья Лобча. По ревизским материалам 1816 года во владении Киневичей. В записях офицеров Генерального штаба Российской армии, которые знакомились с этими местами в середине XIX века, деревня характеризуется как малопривлекательное селение. В 1864 году открыто народное училище. По сведениям 1886 года в Петриковской волости Мозырского уезда Минской губернии. Согласно переписи 1897 года действовали хлебозапасный магазин, трактир. В 1908 году начала работу церковно-приходская школа, для которой в том же году построено здание.
С 20 августа 1924 года до 29 января 1964 года центр Макаричского сельсовета Петриковского района Мозырского (до 26 июля 1930 года и с 21 июня 1935 года по 20 февраля 1938 года) округа, с 20 февраля 1938 года Полесской, с 8 января 1954 года Гомельской областей. В 1930 году организован колхоз «Ленинский путь», работали 2 кузницы и шерсточесальня. Во время Великой Отечественной войны партизаны разгромили волостную управу, которую создали здесь оккупанты. В боях около деревни погибли 5 советских солдат (похоронены в братской могиле на кладбище). 113 жителей погибли на фронте. Согласно переписи 1959 года в составе совхоза «Петриковский» (центр — город Петриков). Действуют отделение связи, 9-летняя школа, фельдшерско-акушерский пункт.

## Население

### Численность
- 2004 год — 272 хозяйства, 608 жителей.

### Динамика
- 1795 год — 45 дворов.
- 1816 год — 250 жителей.
- 1834 год — 65 дворов 307 жителей.
- 1886 год — 421 житель.
- 1897 год — 130 дворов, 784 жителя (согласно переписи).
- 1908 год — 147 дворов, 895 жителей.
- 1917 год — 1064 жителя.
- 1925 год — 190 дворов.
- 1959 год — 1217 жителей (согласно переписи).
- 2004 год — 272 хозяйства, 608 жителей.

## Достопримечательность
- Аллея из берёз (16.09.2022) ко Дню народного единства